# Famille Trivulzio
 (juillet 2024).
Si vous disposez d'ouvrages ou d'articles de référence ou si vous connaissez des sites web de qualité traitant du thème abordé ici, merci de compléter l'article en donnant les références utiles à sa vérifiabilité et en les liant à la section « Notes et références ».
La famille Trivulzio  est une des grandes familles nobles de Milan et de la Lombardie.

## Histoire
Originaire de l'actuelle province de Pavie, issue en particulier du bourg de Trivolzio dont elle a pris le nom de famille, la famille Trivulzio détenait de nombreux fiefs (Melzo, Borgomanero, Retegno, Castel Tidone, Vigevano, Mesocco, Cologno, Omate, etc.), et ses premiers membres figurent dans des registres depuis le XIe siècle. La famille atteint son apogée dans la deuxième moitié du XVIe siècle, au temps des Sforza, dont ils favorisent la montée, et que les mêmes Trivulzio trahissent lorsqu'ils passent au service des rois de France.

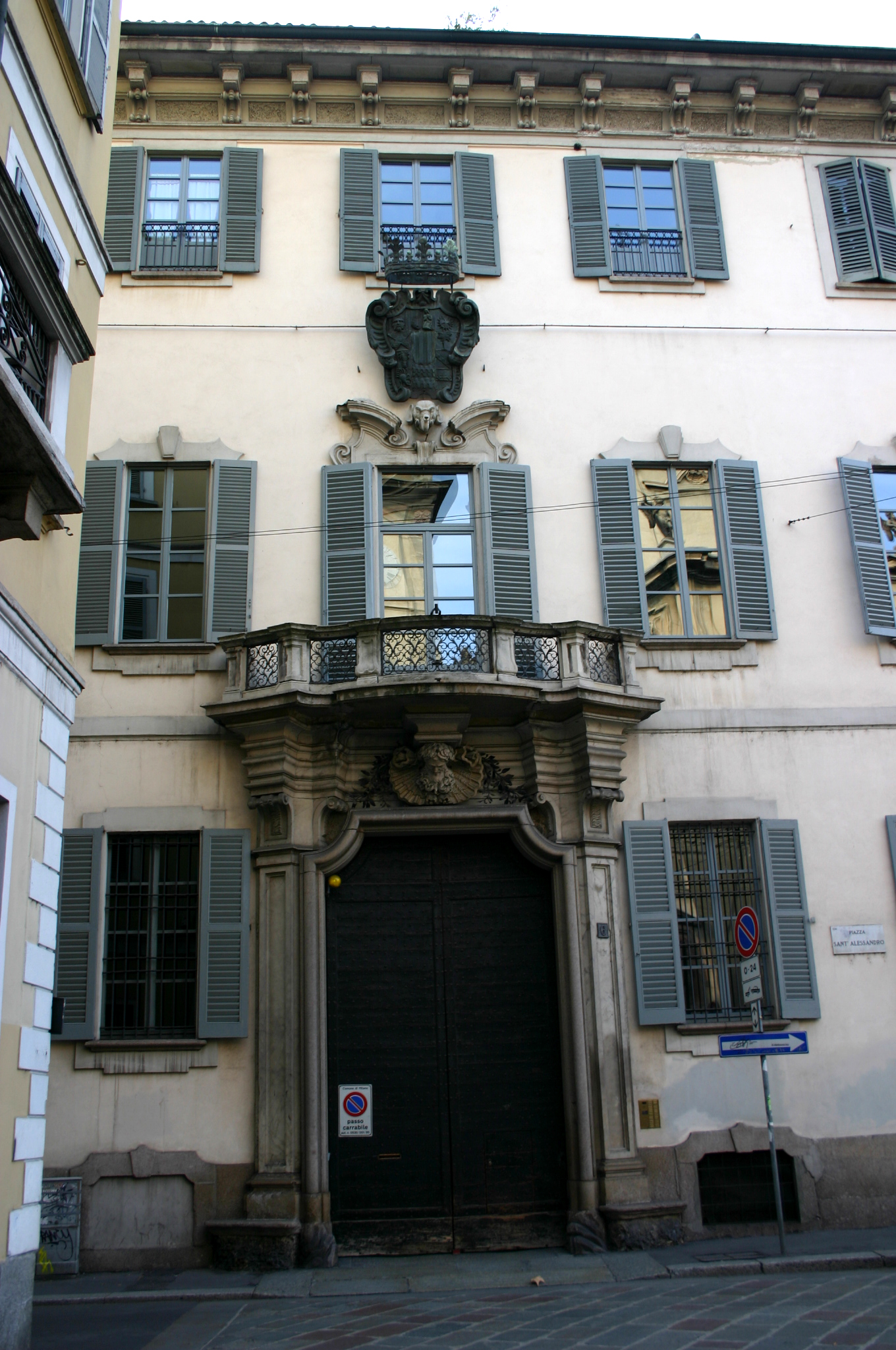
Palazzo Trivulzio à Milan

Les bâtiments historiques qui remontent aux Trivulzio sont nombreux, importants et répartis sur un vaste  territoire. Parmi eux, le palais  homonyme situé à Milan, au 6, place Sant'Alessandro, propriété de la famille depuis la fin du XVe siècle, et qui fut le siège de la bibliothèque et de la collection Trivulzio, maintenait au château des Sforza. Dans ce palais  est née Cristina Trivulzio Belgiojoso, connue en France sous le nom de princesse Christine de Belgiojoso.

## Personnalités
- Antonio Trivulzio, seniore (1457-1508), cardinal.
- Jacques de Trivulce (1440-1518), condottiere, politicien, mécène.
- Antonio IV Trivulzio (it) ( -1519), évêque d'Asti.
- Scaramuccia Trivulzio (1465-1517), cardinal.
- Théodore de Trivulce (1458-1532), maréchal de France
- Pomponio Trivulce, (mort avant 1539), neveu du précédent, 8e gouverneur de Lyon
- Agostino Trivulzio (1485-1548), cardinal.
- César Trivulce (vers 1495-1548) évêque de Côme et évêque d'Apt
- Antonio Trivulzio, iuniore (1514-1559), cardinal.
- Carlo Emanuele Teodoro (1577-1605), comte de Melzo, époux de Caterina Gonzaga, fille d'Alphonse de Gonzaga.
- Giangiacomo Teodoro Trivulzio, (1597-1656), cardinal.
- Ippolita Trivulzio, (1600-1638), princesse de Monaco.
- Cristina Trivulzio Belgiojoso, (1808-1871) éditrice d'un journal révolutionnaire, écrivain et journaliste.
- Giorgio Pallavicino Trivulzio (1796-1878), patriote italien.